# Władysław Raginis

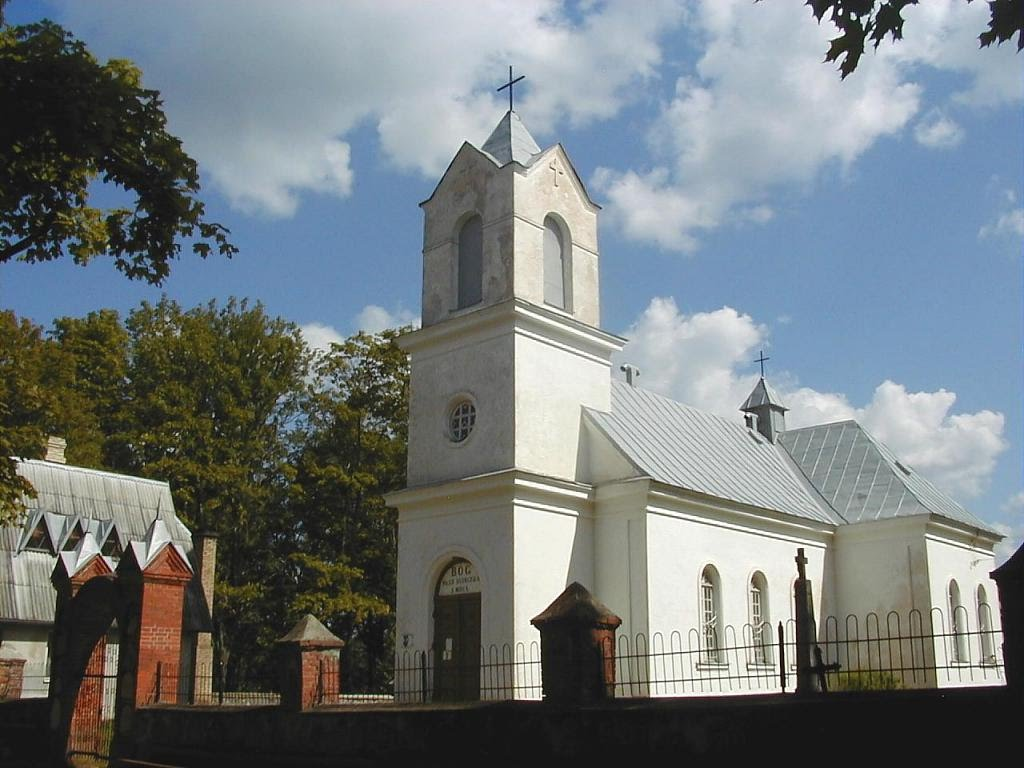
Kościół w inflanckiej miejscowości Nejborn, gdzie ochrzczono W. Raginisa

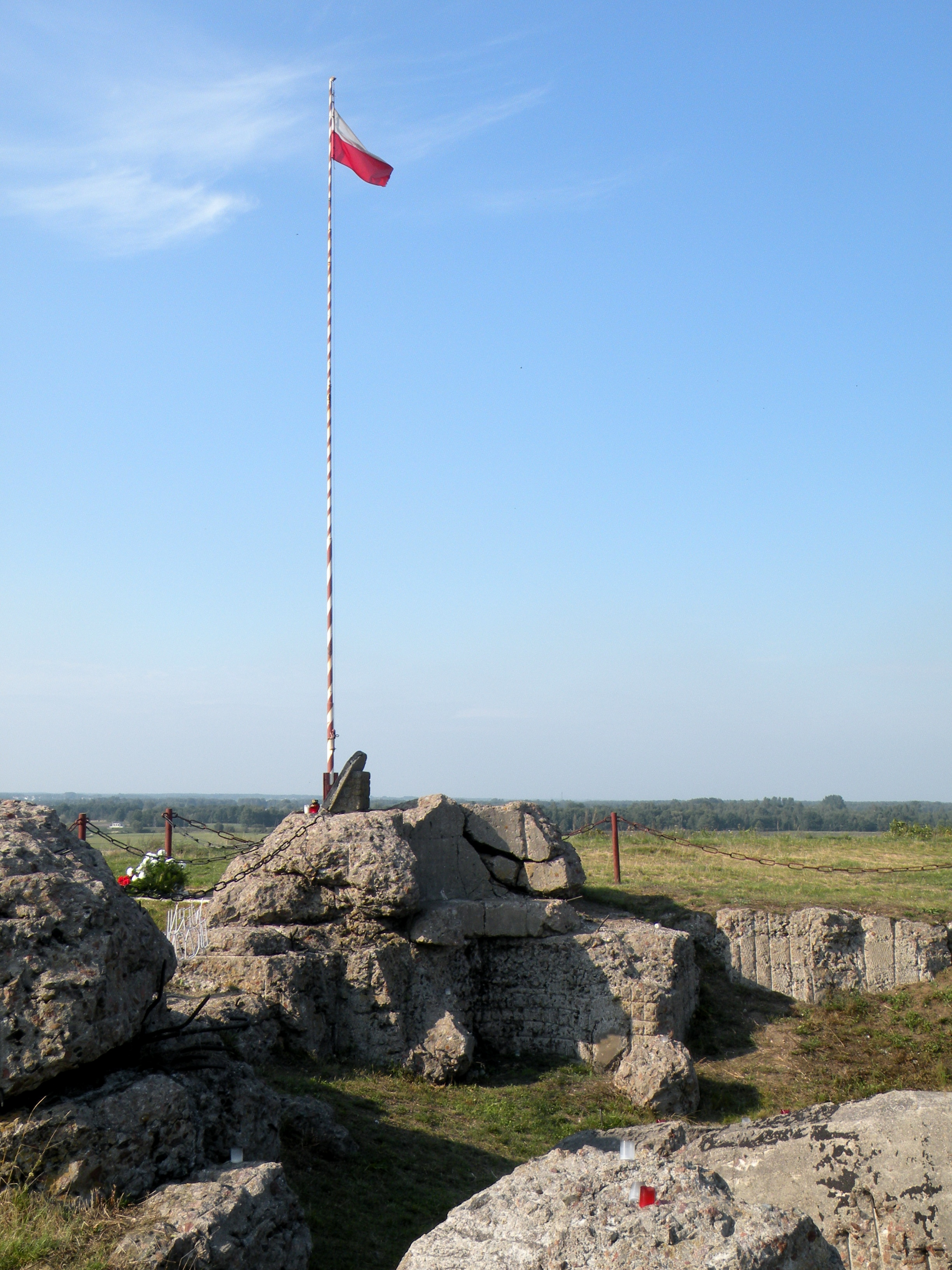
Schron kpt. Władysława Raginisa k. Góry Strękowej

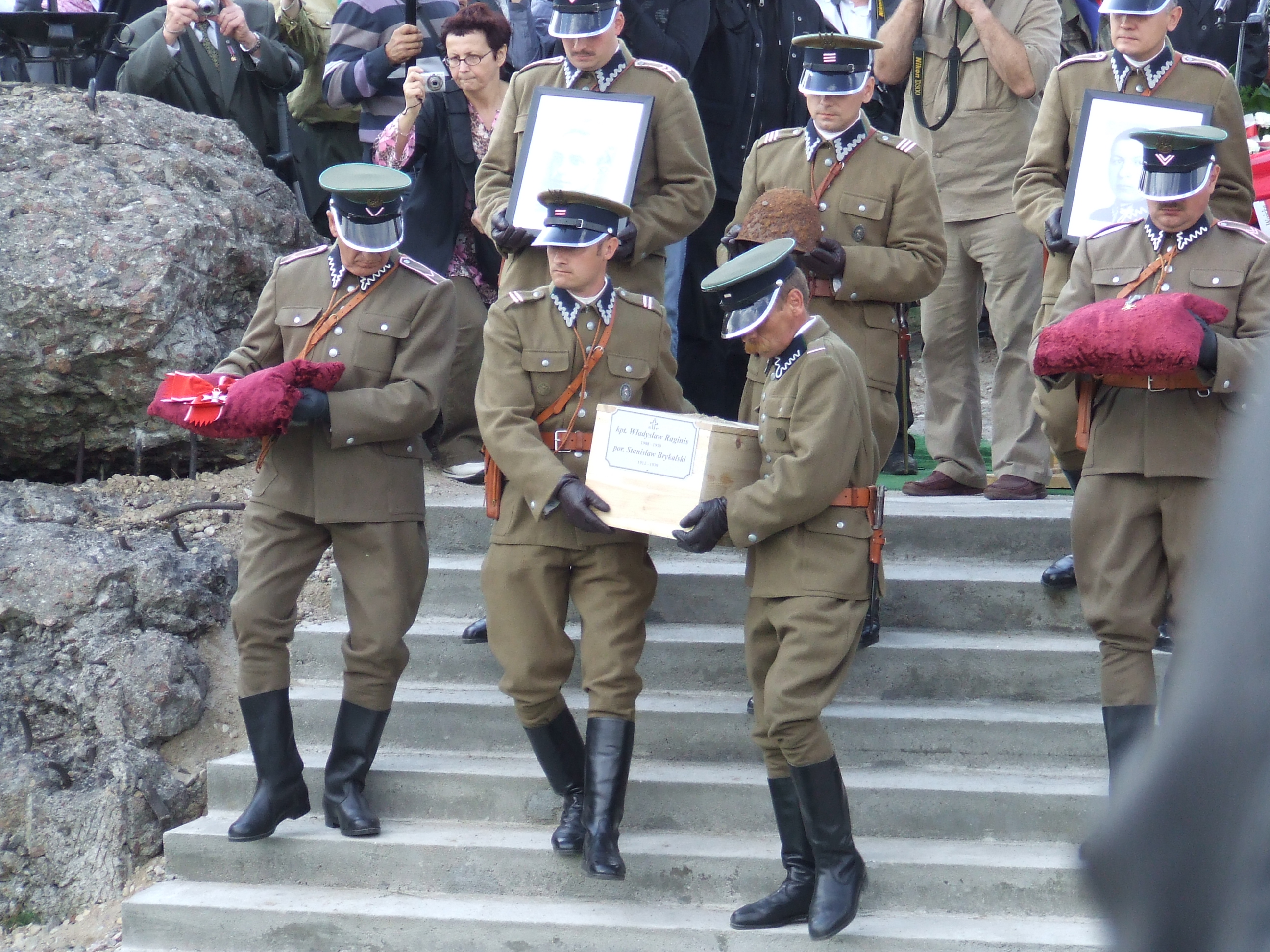
Pogrzeb odnalezionych szczątków kpt. Władysława Raginisa i por. Brykalskiego na Górze Strękowej

Władysław Raginis (ur. 3 lipca 1908 w Zarinach pod Dyneburgiem, zm. 10 września 1939 w Górze Strękowej) – kapitan piechoty Wojska Polskiego, heroiczny dowódca obrony Wizny, pośmiertnie odznaczony Krzyżem Srebrnym Orderu Virtuti Militari, Krzyżem Wielkim Orderu Odrodzenia Polski oraz awansowany do stopnia majora.

## Życiorys
Był synem Kazimierza i Genowefy z Sokołowskich. Po ukończeniu Gimnazjum w Wilnie, w 1927 wstąpił do Szkoły Podchorążych Piechoty w Komorowie k. Ostrowi Mazowieckiej. Po jej ukończeniu kontynuował edukację wojskową w Oficerskiej Szkole Piechoty, którą ukończył w stopniu podporucznika ze starszeństwem od 15 sierpnia 1930. Następnie pełnił służbę w 76 Lidzkim pułku piechoty w Grodnie jako dowódca plutonu, zajmując w tymże samym 1930 roku 565 lokatę pośród podporuczników piechoty. Zarządzeniem Prezydenta Rzeczypospolitej Ignacego Mościckiego z 12 marca 1933 r. (opublikowanym w dniu 14.03.1933 r. w Dzienniku Personalnym Ministerstwa Spraw Wojskowych) został awansowany do stopnia porucznika, ze starszeństwem z dniem 1 stycznia 1933 r. i 103 lokatą w korpusie oficerów piechoty. Na dzień 1 lipca 1933 r., jako oficer 76 pp, zajmował nadal 103 lokatę w swoim starszeństwie i 2070 lokatę łączną wśród poruczników piechoty, a w dniu 5 czerwca 1935 r. była to już 100 lokata w starszeństwie (1818 lokata łączna). W połowie lat 30. pełnił również funkcję instruktora – wykładowcy w Szkole Podchorążych Piechoty, której był absolwentem.
W 1937 został odznaczony przez premiera RP Srebrnym Krzyżem Zasługi. Na stopień kapitana został mianowany ze starszeństwem z dniem 19 marca 1938 i 239. lokatą w korpusie oficerów piechoty. W marcu 1939 pełnił służbę w batalionie fortecznym KOP „Sarny” na stanowisku dowódcy plutonu 4. kompanii. 27 sierpnia 1939 obsadził wraz ze swoją kompanią schrony bojowe twierdzy Osowiec.

## Kampania polska w 1939
2 września 1939 mjr Jakub Fober, opuszczając ze swym batalionem „Wiznę”, przekazał kpt. Raginisowi dowództwo nad całością obrony odcinka „Wizna”, tj. pasa o szerokości 9 km, który był fragmentem linii obronnej Samodzielnej Grupy Operacyjnej „Narew” gen. Czesława Młot-Fijałkowskiego na rzekach Narwi i Biebrzy, osłaniającej prawe skrzydło polskiego ugrupowania. „Wizna” zamykała ważną arterię komunikacyjną, szosę Łomża–Białystok i drogę Zambrów–Osowiec. Dowodząc 360 żołnierzami (w tym 20 oficerów), bronił powierzonego mu odcinka przed nacierającym XIX Korpusem Armijnym pod komendą gen. Heinza Guderiana, liczącym 42 200 żołnierzy, w tym 1200 oficerów. Podczas obrony Wizny, zwanej również polskimi Termopilami, kpt. Władysław Raginis oraz jego zastępca, por. Stanisław Brykalski, złożyli przysięgę, że żywi nie oddadzą bronionych pozycji. W polskiej historiografii istnieje niepotwierdzony przekaz, iż po trzech dniach niemieckiego natarcia gen. Heinz Guderian zagroził, że jeśli polscy żołnierze się nie poddadzą, rozstrzela jeńców wojennych. Pomimo groźby, obrona ostatniego punktu oporu – bunkra dowodzenia na Górze Strękowej – trwała nadal, aż do wyczerpania się zapasów amunicji. Wówczas Raginis, około godziny 12 w południe 10 września, rozkazał swoim żołnierzom złożyć broń i oddać się do niewoli. Następnie, ciężko ranny, dopełnił słów złożonej przysięgi – pozostał na stanowisku dowodzenia i popełnił samobójstwo, rozrywając się granatem.
W Wiźnie po wojnie umieszczono tablicę z napisem: Przechodniu, powiedz Ojczyźnie, żeśmy walczyli do końca, spełniając swój obowiązek.
Rodzina kpt. Raginisa została oficjalnie powiadomiona o jego śmierci pod Wizną dopiero po 3 latach – w 1943 Maria Morawska, siostra kapitana, otrzymała zawiadomienie poprzez PCK z określeniem, że Władysław Raginis służył w Korpusie Ochrony Pogranicza.
Szczątki kpt. Raginisa odnaleźli i ekshumowali członkowie Stowarzyszenia Wizna 1939 pod kierownictwem Dariusza Szymanowskiego. Zidentyfikowano je po badaniach DNA, przeprowadzonych przez Zakład Medycyny Sądowej przy Uniwersytecie Medycznym w Białymstoku, na zlecenie kierującego ekshumacją Dariusza Szymanowskiego. Po 72 latach kpt. Władysław Raginis i por. Stanisław Brykalski pochowani zostali z wojskowymi honorami. 10 września 2011 odbył się ich oficjalny pogrzeb. Kpt. Raginis i por. Brykalski spoczęli w schronie dowodzenia na Górze Strękowej pod Wizną.

## Awanse i odznaczenia pośmiertne
Uchwałą Prezydium Krajowej Rady Narodowej z 9 stycznia 1947 Władysław Raginis został pośmiertnie odznaczony Krzyżem Srebrnym Orderu Virtuti Militari za czyny odwagi i męstwa wykazane w walce z niemieckim najeźdźcą podczas kampanii wrześniowej 1939 roku. 13 maja 1970 został przez Radę Państwa pośmiertnie odznaczony Krzyżem Złotym tego orderu.
Pośmiertnie, postanowieniem prezydenta Lecha Kaczyńskiego z 28 sierpnia 2009 „za wybitne zasługi dla niepodległości Rzeczypospolitej Polskiej” został odznaczony Krzyżem Wielkim Orderu Odrodzenia Polski, order został przekazany 6 września tego roku podczas uroczystości upamiętniającej obronę Wizny.
1 sierpnia 2012 minister obrony narodowej Tomasz Siemoniak podpisał decyzję o pośmiertnym mianowaniu Władysława Raginisa na stopień majora. Oficjalne ogłoszenie i przekazanie aktów mianowania odbyło się 8 września 2012, podczas uroczystości upamiętniających bitwę pod Wizną, na których odprawiono mszę polową oraz apel poległych.

## Władysław Raginis w kulturze
Heroiczna walka i bohaterska śmierć kpt. Raginisa stała się inspiracją twórców kultury i oświaty, w tym m.in.:
- filmu dokumentalnego pt. Wierność (1969)[23] według scenariusza i w reżyserii Grzegorza Królikiewicza[24];
- filmu dokumentalnego pt. „Dzwony znad Wizny” (1969)[25] zrealizowany przez Franciszka Burdzego;
- utworu „40:1” (Czterdzieści do jednego) – autorstwa szwedzkiego zespołu metalowego Sabaton[26]; przed swoim koncertem w Polsce, 23 października 2008 roku, członkowie Sabatonu odwiedzili Wiznę, aby oddać tam hołd żołnierzom kpt. Raginisa[27]. Reżyserem teledysku do piosenki „40:1” jest wnuk siostry Władysława Raginisa – Jacek Raginis-Królikiewicz[28];
- filmu dokumentalnego „Strękowa góra walczy” ramach programu z cyklu „Było, nie minęło” (premiera: 25 września 2010 roku)[29];
- w 2007 roku na portalu poetyckim Jest-lirycznie pojawiło się haiku Wołodyjowski znad Wizny poświęcone bohaterskiej śmierci mjr. Raginisa[30];
- komiksu Wizna 1939 40:1 autorstwa Rafała Roskowińskiego[31];
- w 2013 roku została wydana płyta „Kto dziś upomni się o pamięć?” zespołu Forteca, na której znajduje się utwór „Obrońcy spod Wizny”[32];
- wiersza „Ciężko ranny kapitan Raginis podejmuje decyzję” autorstwa Wojciecha Borosa, opublikowanego kwartalniku literackim Red. (2/2009);
- w 2020 roku ukazała się książka autorstwa Jacka Komudy pt. Wizna, wydana przez wydawnictwo „Fabryka Słów” z Lublina.

## Upamiętnienie
1 września 1985 wprowadzono do obiegu znaczek o wartości 5 zł prezentujący portret kpt. Władysława Raginisa i obronę Wiziny.
Wizerunek Władysława Raginisa znalazł się na znaczku pocztowym z serii pt. „Wojna Obronna Polski 1939” wydanej przez Pocztę Polską dla upamiętnienia 50. rocznicy napaści na Polskę i wybuchu II wojny światowej (1989).
2019 roku Narodowy Bank Polski wprowadził do obiegu srebrną monetę Polskie Termopile – Wizna o nominale 20 złotych.
W plebiscycie polskiego przewoźnika kolejowego Polregio, Władysław Raginis został wybrany patronem jednego z pociągów w województwie podlaskim. Plebiscyt odbył się w 2019 roku pod auspicjami Prezydenta RP Andrzeja Dudy z okazji 100. rocznicy odzyskania niepodległości przez Polskę. Pociąg kursował na trasach: Białystok-Ełk, Białystok-Kuźnica Białostocka i Białystok-Szepietowo.
Władysław Raginis jest również patronem m.in.:
- 31. Szczepu Drużyn Harcerskich i Zuchowych ZHP w Białymstoku – od 1969 roku[36];
- Muzeum Polskich Formacji Granicznych pod auspicjami Komendy Głównej Straży Granicznej – od 2012 roku[37];
- 18 Łomżyńskiego pułku logistyczny podlegającego pod 18 Dywizję Zmechanizowaną – od 2020 roku;
- 1 Liceum Ogólnokształcącego dla młodzieży „Centrum Edukacji Wojskowej” w Ełku;
- Patron 1. Podhalańskiej Drużyny Wędrowniczej „40:1” przy Podhalańskim Hufcu ZHP.[potrzebny przypis]
- 1 Kostrzyńskiej Drużyny Harcerzy „Gawra”[38];
- 22 ulic w Polsce (18 miast i 4 wsie)[39] m.in.:

- - ulica w Warszawie w dzielnicy Bemowo
  - ulica w Szczecinie na osiedlu Śródmieście-Północ
  - ulica w Rzeszowie na osiedlu Baranówka
  - ulica w Lublinie
  - ulica w Opolu
  - ulica w Białymstoku
  - ulica w Kielcach
  - ulica w Zambrowie
  - ulica w Działdowie
  - ulica w Łomży
  - ulica w Tarnowie
  - ulica we wsi Kiekrz, gm. Rokietnica

W plebiscycie na Wydarzenie Historyczne 2011 Roku, w którym wzięło udział ok. 5 tysięcy internautów, zwyciężył uroczysty pochówek kpt. Władysława Raginisa i por. Stanisława Brykalskiego, dowódcy obrony odcinka Wizna z honorami godnymi oficerów Wojska Polskiego. Gala finałowa odbyła się 4 kwietnia 2012 r. w Wołominie.